# Андерсен, Ким (велогонщик)
Ким Андерсен (дат. Kim Andersen; род. 10 февраля 1958, Маллинг, Орхус) — датский шоссейный велогонщик в 1980-1992 годах. Чемпион Дании в групповой гонке (1987). С 2011 года спортивный директор команды «Trek-Segafredo».

## Допинг
В 1987 году допинг-проба Кима Андерсена дала положительный результат, и он получил пожизненную дисквалификацию. Однако позднее это решение было заменено дисквалификацией на один год. В 1992 году он снова был пойман на использовании запрещённых препаратов, за что был уволен из своей команды «Z».

## Достижения
1974
2-й Чемпионат Дании — Командная гонка с раздельным стартом (юниоры)
1978
3-й - Флеш дю Сюд
1978
1-й - Niedersachsen-Rundfahrt
1-й — Этапы 3 и 4
1980
1-й — Этап 3 Тур Нидерландов
1981
1-й - Гран-при Канн
1-й — Этап 10 Вуэльта Испании
1-й — Этап 5 Étoile des Espoirs
1982
1-й — Этап 3 Тур Нидерландов
1-й — Этап 4 Четыре дня Дюнкерка
1-й — Этап 3 Tour de l'Aude
3-й - Гран-при Миди Либре — Генеральная классификация
1-й — Этап 3
1983
1-й - Трофей Альпинистов
1-й - Гран-при Монако
1-й — Этапы 2 (КГ) и 12 Тур де Франс
2-й - Tour de l'Aude
3-й - Тур Люксембурга
3-й - Тур дю От-Вар
3-й - Гран-при Фурми
1984
1-й - Флеш Валонь
1-й   Тур Лимузена — Генеральная классификация
1-й — Этап 1
1-й - Гран-при Исберга
1-й — Этап 4 Четыре дня Дюнкерка
2-й - Амстел Голд Рейс
2-й - Париж — Камамбер
3-й - Трофей Альпинистов
1985
1-й — Этап 2 Рут-дю-Сюд
1-й — Этап 5 Étoile des Espoirs
1-й — Этап 3 (КГ) Тур де Франс
2-й - Tour du Latium
2-й Тур Дании — Генеральная классификация
1-й — Этап 2
4-й - Критериум Дофине — Генеральная классификация
1986
1-й - Париж — Камамбер
3-й - Тур Ирландии — Генеральная классификация
1-й — Этап 3
3-й - Этуаль де Бессеж — Генеральная классификация
3-й - Тур Берна
1987
1-й  Чемпион Дании — Групповая гонка
1-й  Тур Дании — Генеральная классификация
1-й - Париж — Бурж
1-й — Этап 4 Тур Лимузена
1-й — Этап 3 Этуаль де Бессеж
1-й - Scandinavian Open Road Race
1989
1-й — Этапы 3 и 6 Трофей Йоахима Агостиньо
1990
1-й - Cholet-Pays de la Loire
1-й — Этап 11 Тур Швейцарии
1-й — Этап 3 Тур Воклюза
3-й - Джиро дель Пьемонте
1991
1-й - Гран-при Рена
1-й - Тур Пуату — Шаранты — Генеральная классификация
1-й — Этап 1
3-й - Гран-при Исберга

## Статистика выступлений

### Гранд-туры
| Гранд-тур                 | 1981 | 1982 | 1983 | 1984 | 1985 | 1986 | 1987 | 1988 | 1989 | 1990 | 1991 | 1992 |
| ------------------------- | ---- | ---- | ---- | ---- | ---- | ---- | ---- | ---- | ---- | ---- | ---- | ---- |
| Джиро д’Италия            | —    | —    | —    | —    | —    | —    | НФ   | —    | —    | —    | —    | НФ   |
| Тур де Франс              | НФ   | 17   | 28   | 50   | 47   | —    | 62   | —    | —    | —    | —    | —    |
| (c 2010 ) Вуэльта Испании | 30   | —    | —    | —    | —    | —    | —    | —    | —    | —    | —    | —    |

| —  | Не участвовал  |
| НФ | Не финишировал |